# Sphaerodactylus phyzacinus
Espèce
Synonymes
- Sphaerodactylus fantasticus phyzacinus Thomas, 1964

Sphaerodactylus phyzacinus est une espèce de geckos de la famille des Sphaerodactylidae.

## Répartition
Cette espèce est endémique des îles des Saintes. Elle se rencontre sur l'îlet à Cabrit, sur Terre-de-Bas et sur Terre-de-Haut.

## Publication originale
- Thomas, 1964 : The races of Sphaerodactylus fantasticus Dumeril & Bibron in the Lesser Antilles. Caribbean Journal of Science, vol. 4, p. 373-390 (texte intégral).